# Tadeusz Kułakowski
Tadeusz Kułakowski ps. „Orwid” (ur. 23 grudnia 1894 we Lwowie, zm. wiosną 1940 w Charkowie) – porucznik intendent rezerwy Wojska Polskiego, działacz niepodległościowy, kawaler Orderu Virtuti Militari, agronom, ofiara zbrodni katyńskiej.

## Życiorys
Syn Jakuba i Walerii z Kardellów urodzony 23 grudnia 1894 we Lwowie. 
Przed I wojną światową był członkiem Związku Strzeleckiego „Strzelec”. W latach 1914–1917 służył w Legionach. Najpierw w 1 pułku piechoty potem w 1 pułku artylerii, a następnie w I Brygadzie. Po kryzysie przysięgowym jako obywatel Austro-Węgier został powołany do armii austriackiej. Po zakończeniu wojny wstąpił do Błękitnej Armii, z którą powrócił do kraju w 1919 roku. W latach 1919–1921 służył Wojsku Polskim w 12 pułku artylerii polowej jako oficer żywnościowy. W 1921 został przeniesiony do rezerwy w stopniu ogniomistrza.
11 września 1926 został mianowany podporucznikiem w rezerwie ze starszeństwem z 1 lipca 1925 i 212. lokatą w korpusie oficerów administracji, dział gospodarczy. W latach 1933 i 1934 odbył ćwiczenia w Składnicy Materiałów Intendentury w Przemyślu oraz w Brześciu nad Bugiem. W 1934, jako oficer rezerwy pozostawał w ewidencji Powiatowej Komendy Uzupełnień Baranowicze. Na stopień porucznika rezerwy został mianowany ze starszeństwem z 19 marca 1939 i 54. lokatą w korpusie oficerów intendentów, grupa intendentów.
Jako osadnik wojskowy mieszkał w Domaszewiczach, pow. baranowicki. Pracował społecznie w Związku Osadników i Związku Legionistów.

We wrześniu 1939 w czasie kampanii wrześniowej został powołany do Nowogródzkiej Brygady Kawalerii. Po agresji ZSRR na Polskę w nieznanych okolicznościach wzięty do niewoli sowieckiej i przewieziony do obozu w Starobielsku. Wiosną 1940 został zamordowany przez funkcjonariuszy NKWD w Charkowie i pogrzebany potajemnie w bezimiennej mogile zbiorowej w Piatichatkach, gdzie od 17 czerwca 2000 mieści się oficjalnie Cmentarz Ofiar Totalitaryzmu w Charkowie. Figuruje na Liście Starobielskiej NKWD pod poz. 1752.
5 października 2007 minister obrony narodowej Aleksander Szczygło mianował go pośmiertnie na stopień kapitana. Awans został ogłoszony 9 listopada 2007 w Warszawie, w trakcie uroczystości „Katyń Pamiętamy – Uczcijmy Pamięć Bohaterów”.

## Ordery i odznaczenia
- Krzyż Srebrny Orderu Wojskowego Virtuti Militari nr 7520[14][15]
- Krzyż Niepodległości (3 czerwca 1933)[16][1]
- Srebrny Krzyż Zasługi (trzykrotnie: po raz pierwszy 8 lipca 1929[17], po raz trzeci 23 czerwca 1939[18])
- Medal Pamiątkowy za Wojnę 1918–1921
- Medal Dziesięciolecia Odzyskanej Niepodległości